# Jin Mao
El gratacel Jin Mao (xinès tradicional: 金茂大廈, xinès simplificat: 金茂大厦, pinyin: Jīnmào Dàshà, literalment 'edifici de la prosperitat daurada') és el cinquè edifici més alt de la República Popular de la Xina i el desè més alt del món. Està situat al districte de Pudong en la municipalitat de Shanghai. L'edifici, projectat per un equip d'arquitectes de Chicago, té una altura total de 420,5 metres repartits en 88 plantes. Es va construir entre 1994 i 1998 encara que no va ser plenament operatiu fins a 1999.
El seu aspecte exterior té alguns trets de l'arquitectura xinesa, ja que recorda a una pagoda. Es buscava així conjugar la tradició amb la modernitat. Tot l'edifici es va construir al voltant del nombre vuit, considerat de bona sort en la cultura xinesa: 88 plantes construïdes sobre una base octogonal donades suport sobre vuit columnes d'acer. L'estructura compta amb un modern sistema d'enginyeria que la protegeix contra els forts vents que pot generar un tifó (resisteix vendavals de fins a 200 quilòmetres hora). Així mateix, està preparat per a suportar un terratrèmol de fins a grau 7 en l'escala de Richter. Des del pis 53 fins al 87, l'edifici està ocupat per un hotel de luxe. En el pis 88 es troba un mirador amb capacitat per a 1.000 persones des d'on es pot observar una panoràmica de la ciutat. S'accedeix a aquest mirador mitjançant dos ascensors que viatgen a una velocitat de 9,1 metres per segon (l'ascensió dels 88 pisos es realitza en menys de 45 segons). L'edifici ha esdevingut un emblema del desenvolupament econòmic de Shanghai i Xina.